# Вільхуватська волость
Вільхуватська волость — адміністративно-територіальна одиниця Вовчанського повіту Харківської губернії.
Найбільші поселення волості станом на 1914 рік:
- слобода Вільхуватка — 4398 мешканців.
- слобода Благодатне — 1504 мешканців.